# Schaal Sels 2018
La Schaal Sels 2018, novantaduesima edizione della corsa, valida come evento dell'UCI Europe Tour 2018 categoria 1.1, si svolse il 26 agosto 2018 su un percorso di 185,8 km. Fu vinta dal belga Timothy Dupont, che concluse la gara in 4h10'50" alla media di 44,01 km/h, precedendo i connazionali Alfdan De Decker e Tim Merlier, rispettivamente secondo e terzo.
Degli 86 ciclisti alla partenza furono 53 a portare a termine la gara.

## Squadre partecipanti
| N.    | Cod. | Squadra                      |
| ----- | ---- | ---------------------------- |
| 1-8   | SVB  | Sport Vlaanderen-Baloise     |
| 11-17 | VWC  | Veranda's Willems-Crelan     |
| 21-28 | WGG  | Wanty-Groupe Gobert          |
| 31-38 | WVA  | WB Aqua Protect Veranclassic |
| 41-48 | CCC  | CCC Sprandi Polkowice        |
| 51-57 | ICA  | Israel Cycling Academy       |

| N.      | Cod. | Squadra           |
| ------- | ---- | ----------------- |
| 61-68   | ASP  | AC Sparta Praha   |
| 71-78   | COC  | Corendon-Circus   |
| 81-88   | SNE  | Sovac-Natura4Ever |
| 91-98   | TIS  | Tarteletto-Isorex |
| 101-108 | CCD  | Differdange-Losch |

## Ordine d'arrivo (Top 10)
| Pos. | Corridore          | Squadra           | Tempo    |
| ---- | ------------------ | ----------------- | -------- |
| 1    | Timothy Dupont     | Wanty             | 4h10'50" |
| 2    | Alfdan De Decker   | Wanty             | s.t.     |
| 3    | Christophe Noppe   | Sp. Vlaanderen    | s.t.     |
| 4    | Kenny Dehaes       | WB Aqua P.        | s.t.     |
| 5    | Kevyn Ista         | WB Aqua P.        | s.t.     |
| 6    | David van der Poel | Corendon-Circus   | s.t.     |
| 7    | Jelle Cant         | Tarteletto-Isorex | s.t.     |
| 8    | Alexander Geuens   | Sovac-Natura      | s.t.     |
| 9    | František Sisr     | CCC Sprandi       | s.t.     |
| 10   | Dries De Bondt     | Veranda's         | s.t.     |